# قلعة كاندية

## التاريخ
من المحتمل أن موقع القلعة كان محصنا من قبل العرب في القرنين التاسع والعاشر. قبل بدء الحقبة البيزنطية، كان يشغل الموقع برج معروف باسم «كاستيلوم كومونيس» (Castellum Comunis). في 1303 دمر البرج في زلزال وتم إصلاحه.
في 1462، أقر مجلس شيوخ لبندقية برنامج تحسين تحصينات كاندية. في النهاية، تم هدم البرج البيزنطي في عام 1523 وبدأ بناء القلعة في مكانه. تمت توسعة القاعدة التي بنيت عليها القلعة وبناء كاسر بإغراق سفن قديمة محملة بالحجارة. اكتمل بناء القلعة عام 1540.
في عام 1630، كان الحصن مسلحا ب18 مدفع في الطابق الأرضي و 25 على الطريق المؤدي إلى السطح.
خلال حصار كاندية الذي اسمتر 21 عاما، حيدت المدفعية العثمانية القوة العسكرية للحصن. تمكن العثمانيون من الاستيلاء على الحصن في 1669 بعد أن سلمت البندقية المدينة بأكملها. لم يجر العثمانيون أية تغييرات كبيرة على الحصن، باستثناء إضافة بعض من زينة الشرفات والمزاغل. قاموا ببناء حصن صغير يعرف باسم «كوليس الصغير» في الجهة المواجهة لليابسة، ولكن تم هدمه في عام 1936 أثناء تحديث المدينة.
تم ترميم القلعة وهي الآن مفتوحة للزوار. تقام المعارض الفنية والأنشطة الثقافية أحيانا في الحصن.

## التصميم
يوجد برج منارة في الجزء الشمالي من القلعة.